# Matthew Dominick
Matthew Dominick, né le 7 décembre 1981 à Wheat Ridge, dans le Colorado, est un pilote militaire et astronaute américain.

## Biographie

### Jeunesse et études
Matthew Stuart Dominick est le fils de Donald et Rhonda Dominick. Il est diplômé de la D'Evelyn Junior/Senior High School (en) à Littleton. En 2005, il obtient une licence en génie électrique à l'université de San Diego, avec une mineure en physique et en mathématiques. Il est membre du Corps de formation des officiers de réserve de la Marine et de la fraternité Sigma Phi Epsilon.

### Carrière militaire
Après avoir obtenu son diplôme à l'université de San Diego, Dominick est engagé comme enseigne dans la marine américaine. Il est formé au vol à la base de Pensacola et devient aviateur naval en 2007. Il suit une formation sur les F/A-18 Super Hornet avec l'escouade VFA-106 à la base d'Oceana, avant d'être affecté à l'escouade VFA-143. Avec la VFA-143, Dominick effectue deux déploiements à l'appui de l'opération Enduring Freedom avant d'obtenir une maitrise en ingénierie des systèmes via l'United States Naval Test Pilot School (USNTPS) et la Naval Postgraduate School.

### Carrière à la NASA
Il est sélectionné dans le 22e groupe d'astronautes américains, en juin 2017.
En octobre 2020, il est désigné commandant doublure de la première mission habitée du vaisseau CST-100 Starliner. À la suite des retards de développement du vaisseau de Boeing, il est réassigné sur la Crew Dragon de SpaceX.
En août 2023, il est nommé commandant de la mission Crew-8. Le 4 mars 2024, il s'envole pour l'ISS où il participe aux expéditions 70 et 71.

## Décorations et récompenses
Dominick est nommé pilote d'essai de l'année 2015 de l'escadre d'essais navals de l'Atlantique et membre de l'équipe d'essai de l'année 2015 du département de la marine. Il reçoit trois médailles Strike/Flight Air, la Navy and Marine Corps Commendation Medal (en) et trois Navy and Marine Corps Achievement Medals. Il est membre de la Society of Experimental Test Pilots, de la Society of Flight Test Engineers et de la Tailhook Association (en).